# Эскалатор

Эскалаторы в Стокгольмском метро

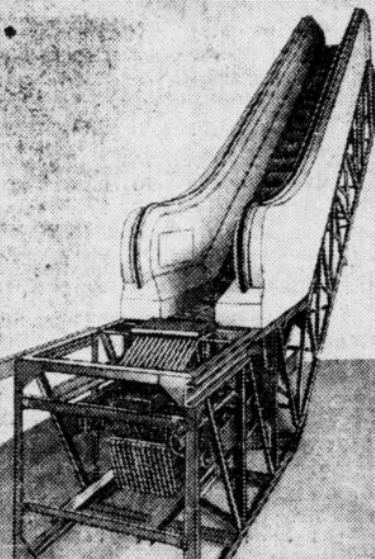
Эскалатор до установки. 1935

Эскала́тор (англ. escalator, составлено по образу слова elevator, от фр. escalade — штурмовая лестница, что, в свою очередь, от лат. scala — лестница) — подъёмно-транспортная машина в виде наклонённой на 30—35° к горизонту лестницы с движущимися ступенями для перемещения людей с одного уровня на другой. Ступени лестницы обычно прикреплены к замкнутой цепи, которая приводится в движение от электродвигателя через редуктор или с помощью линейного привода. Является одним из видов конвейера.
Эскалаторы распространены на станциях метрополитенов, вокзалах, в крупных торговых объектах, в подземных переходах; иногда применяются на склонах в городах со сложным рельефом как альтернатива фуникулёру.
Движущиеся бесступенчатые дорожки называются траволаторами.

## История

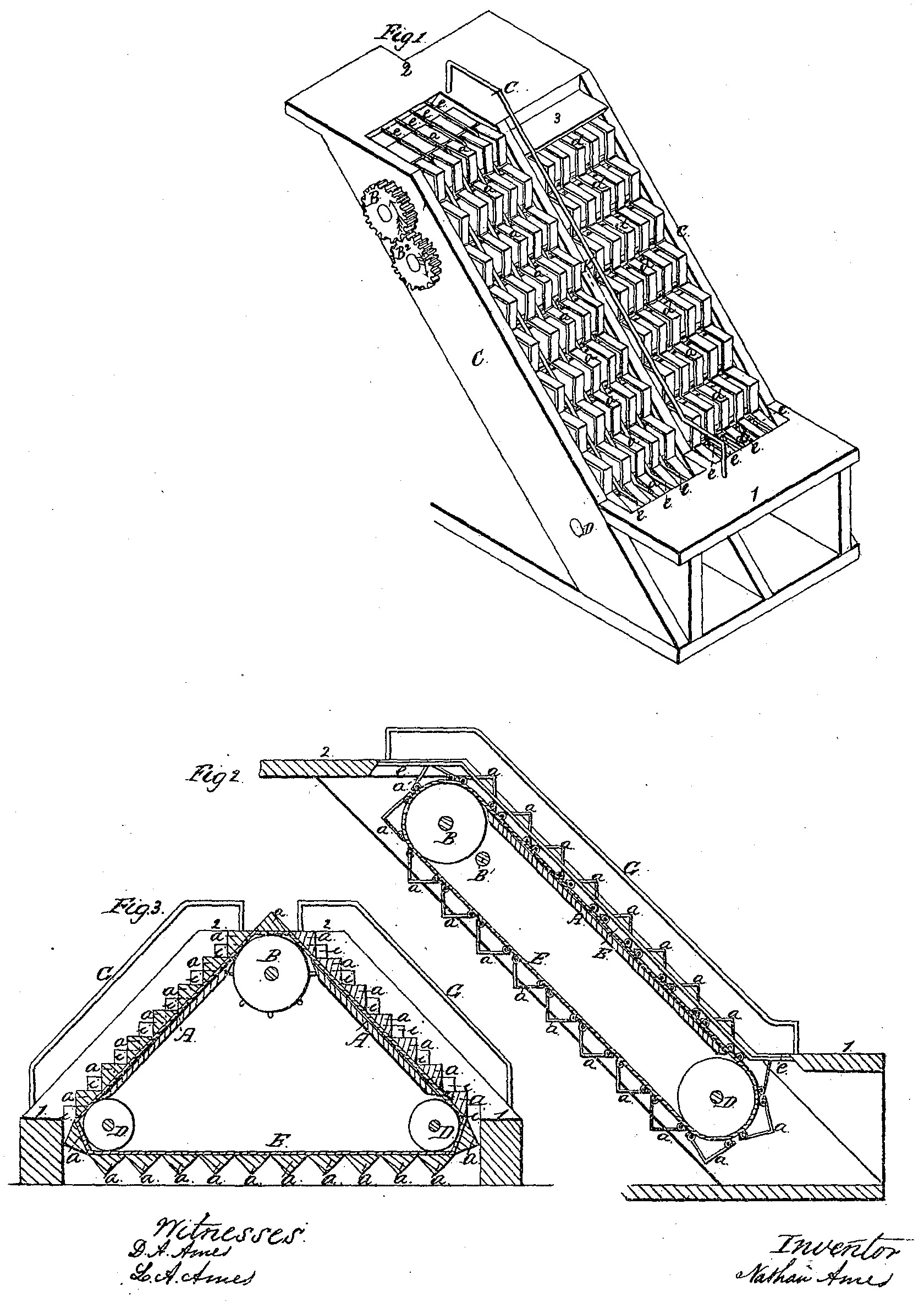
Схематичное устройство эскалаторов

Первый подобный механизм был запатентован американским изобретателем Натаном Эймсом 9 марта 1859 года, однако данный патент № 25,076 на «движущуюся по кругу лестницу» (англ. revolving stairs) никем никогда не использовался.
15 марта 1892 года, американец Джесс Рено запатентовал своё изобретение «наклонного подъёмника» (англ. inclined elevator), который представлял собой наклонное полотно из ряда пластин, армированных продольными рейками. Его первый в мире эскалатор появился в 1894 году в нью-йоркском парке Кони-Айленд как аттракцион для туристов.
Импульс к дальнейшему развитию производства эскалаторов дала подготовка к проведению Всемирной выставки в Париже. Правление выставки объявило конкурс на изготовление движущейся лестницы, в результате были представлены 29 различных конструкций (большинство из которых имело плоское полотно, образующее наклонную движущую дорожку — но были и проекты первых ступенчатых эскалаторов).
Станцию метрополитена впервые снабдили эскалатором в 1911 году — произошло это на станции «Эрлс-корт» Лондонского метрополитена.
Первые эскалаторы представляли собой гладкие движущиеся дорожки без ступеней. Несколько позже их снабдили поручнями, а современный вид эскалатор приобрёл к 1921 году.
Практически с самого начала те, кто не шёл по эскалатору, а просто стоял, становились справа, чтобы слева пропустить идущих пассажиров. Таким образом перед эскалатором создаётся очередь, так как полностью задействована только правая его сторона. А часть тех, кто идёт вверх по левой стороне — делают это чтобы не ждать очередь — не едут стоя, боясь осуждения сзади идущих. Этот «подземный этикет» соблюдается во многих странах мира и поныне. Когда люди просто стоят и на левой и на правой сторонах — пропускная способность эскалатора гораздо выше, чем когда по левой стороне идут вверх.

### Эскалаторы в СССР и России

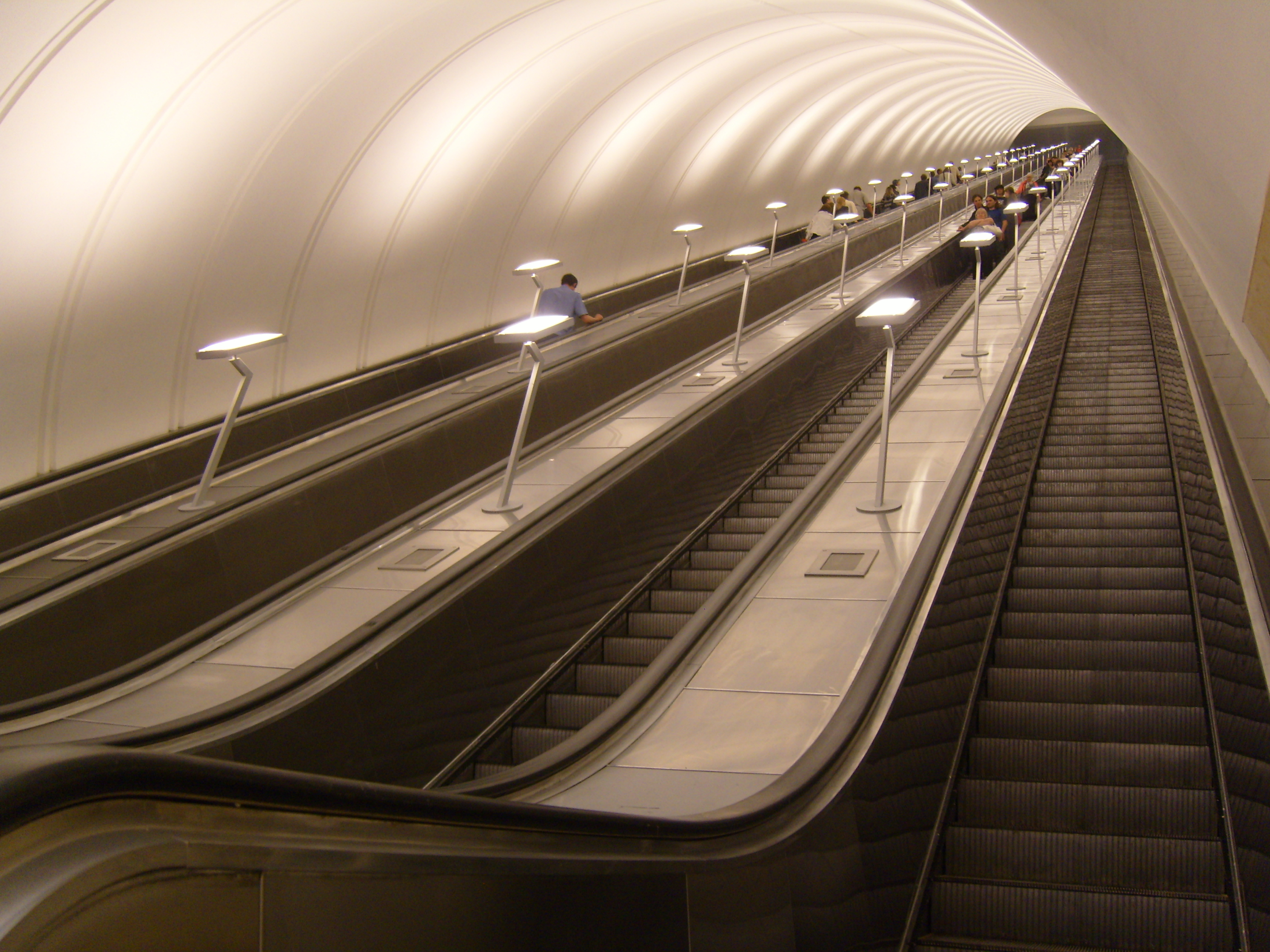
Тоннельные эскалаторы на станции «Марьина Роща» Московского метрополитена

Западные страны препятствовали экспорту в СССР высокотехнологичной продукции (в том числе, эскалаторов). Переговоры о продаже полного комплекта технической документации на изготовление эскалаторов напрямую у компаний-производителей также окончились безрезультатно. В результате было принято решение о создании в Ленинграде собственного центра по проектированию и изготовлению эскалаторов (в составе специализированного конструкторского бюро и завода по производству эскалаторов).
Первые эскалаторы в СССР были установлены в Москве при строительстве первой очереди Московского метрополитена на четырёх станциях глубокого заложения (современные Красные Ворота, Чистые пруды, Лубянка и Охотный Ряд). Первым общественным зданием в СССР, где были установлены рабочие эскалаторы, стал магазин «Детский мир» (1953—1957, архитектор А. Н. Душкин, инженер Л. М. Глиэр, соавторы И. М. Потрубач и Г. Г. Аквилев), построенный в центре Москвы, на площади Дзержинского (с 1991 года — Лубянская площадь). Также имелся нерабочий эскалатор, сооружённый в тогда ещё финском Выборге в здании компании «Кулма» (1938).
После окончания Великой Отечественной войны начался экспорт советских эскалаторов в другие страны мира (в частности, они были заказаны и установлены в метро Праги, Будапешта и Хельсинки).
В 1985 году началась разработка советских эскалаторов пятого поколения (в том числе, первого двухскоростного эскалатора).
В СССР эскалаторы использовались преимущественно в метро, изредка применяясь на вокзалах, в аэропортах, театрах, концертных залах и в других общественных зданиях. Согласно нормам строительства метро, эскалаторы на подъём устанавливаются при перепаде высот на марше более 4 м, на спуск — более 5 м (ряд станций построен до утверждения этих норм, и там они не действуют).
Начиная с 1935 года единственными импортными эскалаторами в СССР являлись эскалаторы финской компании KONE, которые устанавливались лишь в таких значимых местах, как Московский Кремль, Дворец съездов, и т. п., другие иностранные производители появились на рынке лишь после распада СССР в 1991 году.
В современной России эскалаторы часто устанавливаются в торговых и бизнес-центрах, других зданиях общественного назначения.

## Типы эскалаторов

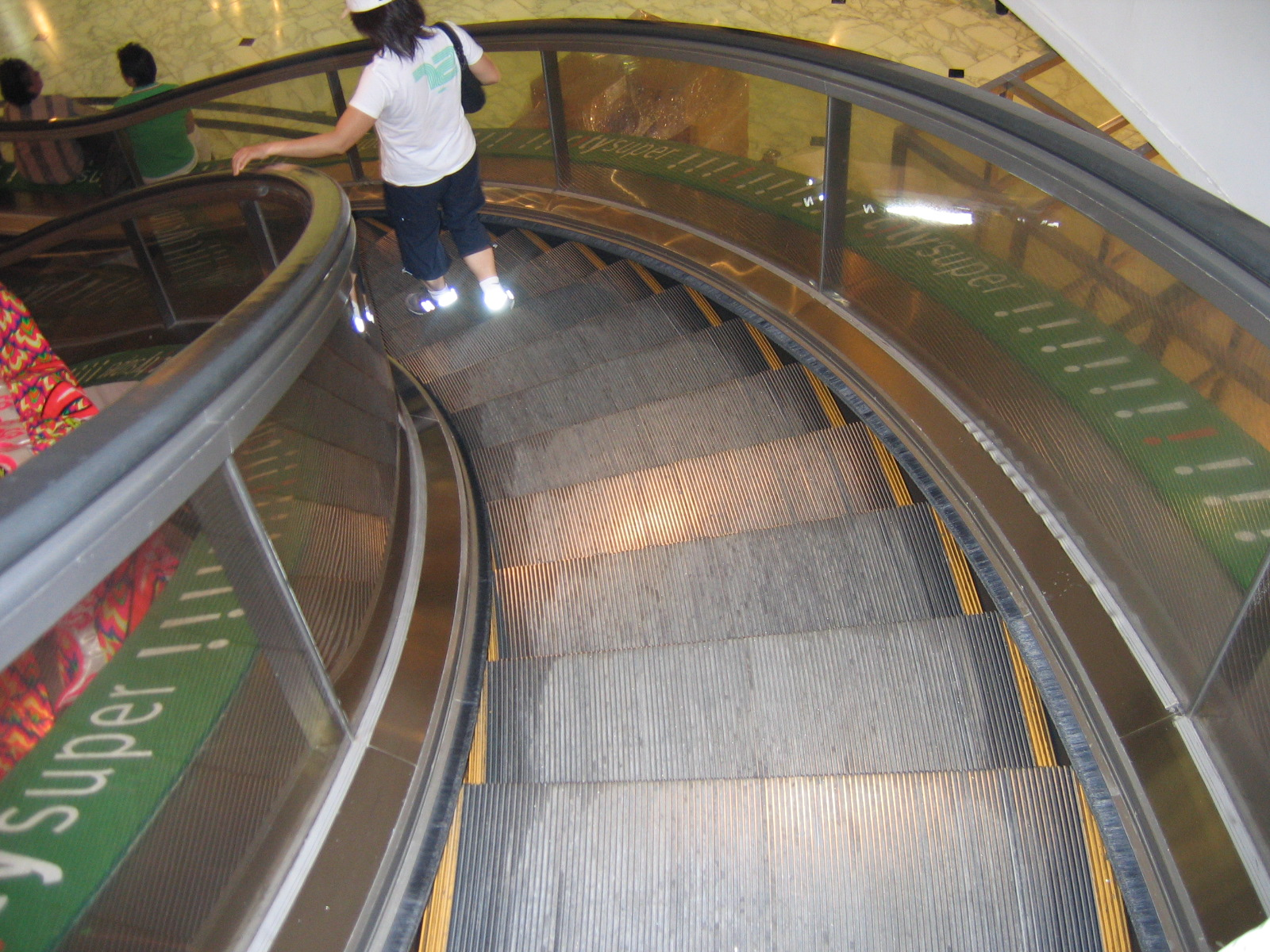
Спиралевидный эскалатор на Таймс-сквер в Гонконге.

Эскалаторы подразделяются на два основных класса — тоннельные и поэтажные.
Тоннельные эскалаторы устанавливаются в длинных наклонных тоннелях — выходах станций метро глубокого залегания. Большая длина таких эскалаторов накладывает особые требования к прочности их конструкции и надёжности тормозов. Для обслуживания таких эскалаторов требуются достаточно широкие балюстрады между лентами.
Поэтажные эскалаторы используются в зданиях. Так как к таким эскалаторам обычно имеется свободный доступ, широкие балюстрады им не нужны
Различаются тоннельные и поэтажные эскалаторы по углу наклона. Так, при требуемой высоте подъёма до 6 метров угол наклона эскалатора составляет 30° или 35°, при высоте подъёма выше 6 метров — только 30°.

## Характеристики

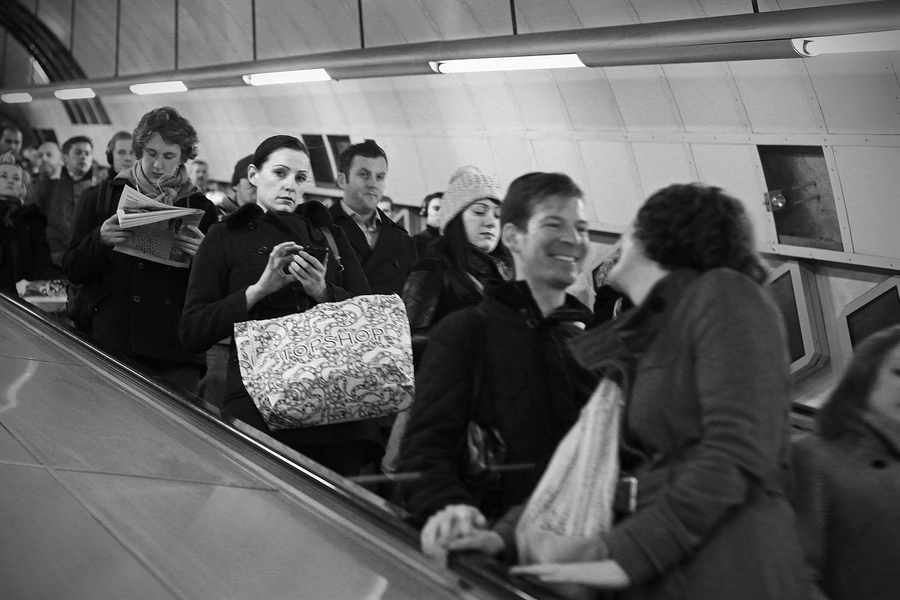
Люди на эскалаторе. Лондонский метрополитен, 2011 год.

Теоретическая пропускная способность одной нитки эскалатора при скорости 0,75 м/с (45 метров в минуту) составляет 10 000 человек/час, но реальная пропускная способность обычно составляет не более 5 000—6 000 на подъём и до 7 500 на спуск.
Как правило, скорость движения поручней эскалатора превышает скорость движения полотна. Для повышения трения на диски, приводящие в движение поручни, надевают резиновые накладки, которые со временем истираются, вследствие чего в процессе эксплуатации эскалатора снижается скорость движения поручней. К примеру, скорость движения поручней и полотна эскалатора в Баден-Вюртемберге (Германия) были регламентированы в 1977 году: их скорости должны быть одинаковы, однако допускается превышение скорости движения поручня до 3 %. С 2009 года документ не является обязательным к исполнению, но рекомендуется в качестве ориентира.

### Преимущества
- Эскалаторы обладают большей пропускной способностью, чем лифты и фуникулёры.
- Эскалаторы являются транспортными машинами непрерывного действия: пассажиру не приходится ожидать прибытия транспортного средства (кабины).
- В случае поломки эскалатором можно воспользоваться как обычной лестницей и подняться вверх либо спуститься вниз, в то время как в случае поломки лифтового оборудования необходимо ждать, пока аварийная служба не проведёт эвакуацию.

### Недостатки
- Как правило, эскалаторы дороже лифтов и фуникулёров.
- В сравнении с лифтом эскалатор требует большего пространства для установки.
- В отличие от лифта, эскалатор не может использоваться пассажирами на инвалидном кресле без посторонней помощи, затруднено перемещение пассажиров с тележками, велосипедами и другим габаритным грузом.
- В отличие от лифта, при перемещениях в здании сразу на несколько этажей пассажиру приходится делать пересадку на каждом промежуточном этаже.
- В отличие от лифта, эскалатор не может развивать большую скорость, нужную для вертикальных перемещений в многоэтажных зданиях.

## Рекорды
По возрасту:
- Самыми старыми действующими эскалаторами в мире, скорее всего, являются поэтажные эскалаторы в нью-йоркском универмаге Macy's[англ.] на Геральд-сквер, действующие с 1927 года.
- Самые старые тоннельные эскалаторы ЭМ-4 функционируют с января 1952 года на станциях Белорусская и Комсомольская Кольцевой линии Московского метрополитена.
- Самые старые эскалаторы в Лондонском метрополитене действовали на станции «Гринфорд[англ.]» с 1947 года. Это были последние сохранившиеся эскалаторы с деревянными ступенями в лондонской подземке. В 2013 году они были демонтированы, и в 2015 их место занял «наклонный лифт»[12][13].

По длине:
- Самые длинные эскалаторы в мире установлены на станции «Адмиралтейская» Петербургского метрополитена. Глубина залегания станции 86 м. Эскалаторы установлены последовательно с высотой подъёма 68,7 м и 15,2 м.[15]
- Самые длинные эскалаторы в Евросоюзе установлены на станции «Намести Миру» линии «А» Пражского метрополитена. Их длина 87 м, высота подъёма 43,5 м.
- Самые длинные эскалаторы в Западном полушарии и в США установлены на станции «Уитон» Вашингтонского метрополитена. Их длина 70 м, высота подъёма 35 м.
- Самые длинные эскалаторы в Южном полушарии установлены на станции «Парламент[англ.]» городской железной дороги Мельбурна. Высота подъёма более 30 м.